# Assen Pandow
Assen Iwanow Pandow (bulgarisch Асен Иванов Пандов, wiss. Transliteration Asen Ivanov Pandov; * 15. Juni 1984 in Sofia) ist ein ehemaliger bulgarischer Shorttracker.

## Werdegang
Pandow trat international erstmals bei den Juniorenweltmeisterschaften 1999 in Montreal in Erscheinung, wobei er den 43. Platz im Mehrkampf errang. In den folgenden Jahren kam er bei den Juniorenweltmeisterschaften 2000 in Székesfehérvár auf den 62. Platz im Mehrkampf und bei den Juniorenweltmeisterschaften 2001 in Warschau auf den neunten Rang im Mehrkampf. In der Saison 2001/02 belegte er bei den Weltmeisterschaften 2002 in Montreal den 28. Platz im Mehrkampf und bei den Olympischen Winterspielen 2002 in Salt Lake City den 31. Rang über 500 m. In der folgenden Saison lief er bei den Europameisterschaften 2003 in Sankt Petersburg auf den 34. Platz im Mehrkampf sowie auf den sechsten Rang Staffel und bei den Juniorenweltmeisterschaften 2003 in Budapest jeweils den 19. Platz im Mehrkampf und mit der Staffel. In den folgenden Jahren nahm er an acht Europameisterschaften (2004 in Zoetermeer, 2005 in Turin, 2006 in Krynica-Zdrój, 2007 in Sheffield, 2008 in Ventspils, 2009 in Turin, 2010 in Dresden und 2011 in Heerenveen) teil. Seine besten Platzierungen dabei waren im Jahr 2005 der 19. Platz im Mehrkampf und im Jahr 2011 der achte Rang mit der Staffel. Außerdem startete er bei den Weltmeisterschaften 2005 in Peking, bei den Weltmeisterschaften 2009 in Wien, bei den  Weltmeisterschaften 2010 in Sofia und bei den Weltmeisterschaften 2011 in Sheffield. Sein bestes Resultat dabei war der 17. Platz über 500 m im Jahr 2011. Bei den Olympischen Winterspielen 2010 in Vancouver belegte er den 31. Platz über 1000 m. Seinen letzten Weltcup absolvierte er im Dezember 2010 in Shanghai, welchen er auf den 24. Platz über 500 m beendete.
Sein Bruder Kiril Pandow war ebenfalls als Shorttracker aktiv.

## Erfolge

### Olympische Spiele
- 2002 Salt Lake City: 31. Platz 500 m
- 2010 Vancouver: 31. Platz 1000 m

### Shorttrack-Weltmeisterschaften
- 2002 Montreal: 23. Platz 1000 m, 25. Platz 1500 m, 28. Platz Mehrkampf, 32. Platz 500 m
- 2005 Peking: 23. Platz 1000 m, 23. Platz Mehrkampf, 23. Platz 1500 m, 26. Platz 500 m
- 2009 Wien: 24. Platz 500 m, 31. Platz Mehrkampf, 37. Platz 1500 m, 38. Platz 1000 m
- 2010 Sofia: 23. Platz 500 m, 35. Platz Mehrkampf, 36. Platz 1000 m, 37. Platz 1500 m
- 2011 Sheffield: 17. Platz 500 m, 33. Platz Mehrkampf, 34. Platz 1500 m

### Europameisterschaften
- 2003 Sankt Petersburg: 6. Platz Staffel, 34. Platz Mehrkampf
- 2004 Zoetermeer: 10. Platz Staffel, 24. Platz Mehrkampf
- 2005 Turin: 11. Platz Staffel, 19. Platz Mehrkampf
- 2006 Krynica-Zdrój: 28. Platz Mehrkampf
- 2007 Sheffield: 32. Platz Mehrkampf
- 2008 Ventspils: 23. Platz Mehrkampf
- 2009 Turin: 9. Platz Staffel, 33. Platz Mehrkampf
- 2010 Dresden: 43. Platz Mehrkampf
- 2011 Heerenveen: 8. Platz Staffel, 22. Platz Mehrkampf

## Persönliche Bestleistungen
| Disziplin | Zeit         | Datum             | Ort       |
| --------- | ------------ | ----------------- | --------- |
| 500 m     | 42,360 s     | 4. Dezember 2010  | Changchun |
| 1000 m    | 1:28,933 min | 20. November 2005 | Den Haag  |
| 1500 m    | 2:21,071 min | 4. Februar 2005   | Budapest  |